# Зангезур (фильм)
«Зангезур» (арм. Զանգեզուր) — советский художественный фильм, посвящённый установлению советской власти в Армении. Премьера фильма состоялась 23 мая 1938 года.

## Сюжет
Действие фильма происходит в Армении 1921 года, охваченной гражданской войной. Последние отряды дашнаков, изгнанные из Еревана, под руководством Спарапета закрепились в Зангезуре, на юго-востоке Армении, где пытаются противостоять Красной Армии и местным пробольшевистским партизанам. Для борьбы с дашнаками и сочувствующими им английскими «наблюдателями» в Зангезур направляется профессиональный революционер Акопян…

## В ролях
- Рачия Нерсесян — Акопян
- Авет Аветисян — Спарапет
- Татьяна Акопян (Асмик) — Агюл
- Давид Малян — Макич
- Гурген Джанибекян — Сако
- Гурген Габриелян — Армен
- Григорий Аветян — глухой старик
- Гегам Арутюнян — Самвел
- Андрей Костричкин — деникинский полковник Марков
- Иван Чувелев — Никита
- Галуст Сулуликян — Атюн-апер
- Амасий Мартиросян — дашнакский офицер
- Мурад Костанян — дашнакский офицер
- Айкасар Минасарян — Гусан
- А. Аракелян — Азнар
- Бела Исаакян — Ануш
- Григорий Маркарян — солдат
- Михаил Гарагаш — Самсон
- Юнис Нури — командир партизанского отряда азербайджанцев Ахмед[1]
- Владимир Цоппи — английский майор
- Нина Алтунян — мальчик Мхо

## Съёмочная группа
- Автор первой (неосуществлённой) версии сценария — Аксел Бакунц
- Авторы сценария — Амбарцум Бек-Назаров, Яков Дукор и Владимир Соловьёв
- Режиссёры — В. Бадалян, Амбарцум Бек-Назаров и Яков Дукор
- Операторы-постановщики — Гаруш Бек-Назаров и Иван Дилдарян
- Художники-постановщики — Пато Ананян и Сергей Сафарян
- Композитор — Арам Хачатурян

## Технические данные
- Чёрно-белый, звуковой (моно)

## Награды
В 1941 году Амбарцум Бек-Назаров, Рачия Нерсесян и Авет Аветисян были награждены за кинокартину «Зангезур» Сталинской премией II степени.